# Златозара Гочева
Златозара Гочева е българска археоложка и траколожка, професор.

## Биография
Родена е на 30 септември 1932 г. в София. Следва класическа филология и археология в Софийския университет. Работи в Археологическия музей в София, преподавател по е антична археология във Великотърновския университет (1966-1972), а по-късно е преподавател в Нов български университет, като ръководител на департамент „Общество и култура на Средиземноморието“. Автор е на десетки научни публикации и четири монографии. 
Проф. Златозара Гочева умира на 18 февруари 2013 г. в София.